# Ошламучаш
Ошламучаш (мар. Ошламучаш Тумер) — деревня в Медведевском районе Марий Эл Российской Федерации. Входит в состав Шойбулакского сельского поселения.
Численность населения — 25 человек (2014 год).

## География
Располагается в 18 км от административного центра сельского поселения — села Шойбулак, на суходоле, вдоль реки. Название деревни произошло от реки Ошлы: Ошламучаш — у истока реки Ошлы.

## История
Деревня Ошламучаш впервые упоминается в списках селений Царевококшайского уезда в 1723 году. В 1885 году в деревне была Ошламучашская школа, подчиненная духовному ведомству. В 1910 году построили здание земского училища.
На базе Ошламучашского любительского драмкружка был создан советский Передвижной театра народа мари, с которого начинается история Марийского национального театра драмы имени М. Шкетана. В 1919 году в деревне состоялся показ первой постановки — спектакля по пьесе Тыныш Осыпа (Борисов И. А. 1893—1971) «Закон шумлык» (Из-за закона), осуществленная учителями-энтузиастами А. Д. Белковым (1899—1981) и И. П. Беляевым (Ошламучаш Йыван, 1891—1937).
В 1940 году в деревне работал трахоматозный пункт.
В 500 м к югу от деревни располагается Ошла-Мучашское мольбище («Агавайрем ото») — марийская священная роща. Последние массовые моления жителей деревень Тумер и Ошламучаш зафиксированы в 1940-е годы, единичные моления — до 1972 года. Сейчас обряды не совершаются, культовые сооружения не сохранились.

## Население
| 2010 | 2011 | 2012 | 2013 | 2014 |
| ---- | ---- | ---- | ---- | ---- |
| 22   | ↗29  | ↘24  | ↘23  | ↗25  |

Национальный состав на 1 января 2014 г.:
| Национальность | Численность, чел. | Доля    |
| -------------- | ----------------- | ------- |
| всего          | 25                | 100,0 % |
| Марийцы        | 24                | 96 %    |
| Русские        | 1                 | 4 %     |

## Описание
Улично-дорожная сеть деревни имеет грунтовое покрытие. Просёлочная дорога, ведущая к посёлку, также имеет грунтовое покрытие.
Жители проживают в индивидуальных домах, не имеющих централизованного водоснабжения и водоотведения. Дома не газифицированы.